# Gurre (Denemarken)
Gurre is een plaats in de Deense regio Hovedstaden, gemeente Helsingør, en telt 286 inwoners (2007).